# Веспуччи, Симонетта
Симонетта Веспуччи (итал. Simonetta Vespucci, лат. Vespuccia, Vesputia, урожд. Каттанео итал. Cattaneo, 28 января (?) 1453, Портовенере или Генуя — 26 апреля 1476, Флоренция) — возлюбленная Джулиано Медичи, младшего брата флорентийского правителя Лоренцо Медичи. Считалась первой красавицей флорентийского Ренессанса, за свою красоту получила прозвище Несравненной (Бесподобной; фр. La Sans Pareille) и Прекрасной Симонетты (итал. La Bella Simonetta). Служила моделью картины Боттичелли «Рождение Венеры», и нескольких других его работ; изображена в виде Клеопатры со змеёй на шее на полотне Пьеро ди Козимо и на его же полотне «Смерть Прокриды».

## Биография
Урождённая Симонетта Каттанео родилась в 1453 году предположительно 28 января, в семье крупных торговцев Каттанео, по одним источникам, в Портовенере близ Генуи — месте рождения богини Венеры (считается, что это поздняя версия, возникшая благодаря поздним «мифотворцам», сравнивавшим Симонетту с Венерой), по другим — собственно в Генуе.
В апреле 1469 года 16-летняя Симонетта венчалась со своим ровесником Марко Веспуччи, родственником в будущем знаменитого флорентийского мореплавателя Америго Веспуччи в церкви Сан-Торпете, Генуя, в присутствии дожа и генуэзской знати.
Правдоподобная версия гласит, что до этого в детстве Симонетта сопровождала своих родителей в изгнании, которое они проводили на вилле, принадлежавшей семье Каттанео в Феццано ди Портовенере. Семья была изгнана из Генуи во время какой-то из внутренних распрей. Её мать первым браком была замужем за Баттисто I Фрегозо (1380—1442) и имела от него дочь по имени Баттистина, выданную замуж за герцога Пьомбино Якопо III Аппиано. Семья Каттанео, находясь в изгнании, также пользовалась гостеприимством герцога Пьомбинского, разделяя его с флорентийцем Пьеро Веспуччи, отцом Марко, будущего жениха Симонетты. Предполагают, что таковы были предпосылки знакомства этих семей. Пьеро Веспуччи был приором Сан-Марко.
Марко отправился в Геную, так как отец Марко считал, что тому целесообразно изучить устройство знаменитого Банка Сан-Джорджо, прокуратором которого был его будущий тесть, Гаспаре Каттанео (его кузена Америго в аналогичной ситуации пошлют в испанский порт Кадис, что будет способствовать его карьере). Видимо, будучи принятым в доме своего начальника, Марко познакомился с его дочерью и договорился о браке, который был полезен семье Каттанео как союз с богатой флорентийской семьей банкиров правящего рода Медичи (недавнее падение Константинополя и потеря восточных владений отразились на благосостоянии Каттанео).

### Во Флоренции
Молодожёны обосновались в родном городе жениха — Флоренции. Их прибытие совпало с периодом, когда Лоренцо Великолепный стал главой республики после кончины своего отца. Лоренцо с братом Джулиано приняли супругов во дворце на Виа Ларга и организовали в их честь роскошный пир на вилле Кареджи. За этим последовал период праздников, приемов и пышной жизни, центром которой был двор Медичи.  Марко и Симонетта поселились в семейном доме — Барго д’Оньисанти.
Её современник Анджело Полициано описывает её как «простую и невинную даму, которая никогда не давала повода к ревности или скандалу», и говорит, что «среди других исключительных даров природы она обладала такой милой и привлекательной манерой общения, что все, кто сводил с ней близкое знакомство, или же те, к кому она проявляла хоть малейшее внимание, чувствовали себя объектом её привязанности. Не было ни единой женщины, завидовавшей ей, и все настолько хвалили её, что это казалось вещью необыкновенной: так много мужчин любили её без возбуждения и ревности, и так много дам восхваляли её без злобы».
По ней сходили с ума все знатные мужчины города, её благосклонности добивались правитель города Лоренцо Великолепный и его младший брат Джулиано Медичи. Поскольку Лоренцо занимался государственными делами (и поклонялся другой женщине — Лукреции Донати), у Джулиано было больше времени ухаживать за ней. Как считается, в 1475 году она стала возлюбленной Джулиано (хотя также утверждают, что их связь была платонической и она была «Прекрасной дамой» для Джулиано, что соответствует традициям куртуазной жизни флорентийского двора).
Как пишут учёные-биографы Лоренцо Великолепного, придерживающиеся первой версии, «эта связь по непонятными причинам скрывалась», но в 1475 году при помощи тонкой уловки удалось устроить праздник в честь Симонетты.
28 января 1475 года на пьяцце Санта-Кроче во Флоренции состоялся «рыцарский турнир» — La Giostra (Torneo di Giuliano — «Турнир Джулиано»). Официальным поводом для этого турнира послужил дипломатический успех: заключение союза между Миланом, Венецией и Флоренцией 2 ноября 1474 года. (По дате этого праздника вычисляют день рождения Симонетты — предполагают, что этот день был выбран не случайно). В турнире принимал участие Джулиано, избравший дамой своего сердца Симонетту. Перед Джулиано ехал оруженосец со штандартом (не сохранившимся), на котором Боттичелли (или художники его мастерской) изобразил Минерву и Амура. Стихи Полициано описывают эту картину и дают ключ к ней: на нем была изображена Симонетта в виде Афины Паллады в белом платье, со щитом и копьем, с головой Медузы Горгоны в руках и девизом La Sans Pareille.
Дама Джулиано, прекрасная Симонетта, изображенная в виде Минервы, стоит на пылающих оливковых ветвях. В одной руке у неё щит с головой Медузы, в другой копье. Она смотрит на солнце. Амур, стоящий рядом с ней, привязан к стволу оливы, его лук и стрелы сломаны. Солнце олицетворяло славу, которой Джулиано покроет себя на турнире и которая воспламенит сердце красавицы.
(А Андреа дель Верроккьо создал флаг для другого участника — Джованни Морелли, где была изображена дева в белом и Купидон с луком; гуманист Пьеро Джуркардини выбрал изображение Аполлона, поражающего Пифона). Джулиано и Якопо Питти победили в турнире. Симонетта была провозглашена королевой турнира и перед всей Флоренцией — дамой сердца Джулиано. (Образ триумфатора Джулиано на коне вдохновил Леонардо да Винчи на ряд рисунков).
Симонетта умерла через год после этого 26 апреля 1476 года от чахотки. Ей было 23 года. Обстоятельства её болезни известны из переписки её свёкра Пьетро Веспуччи с Лоренцо Медичи. Письма Лоренцо Медичи свидетельствует о его привязанности к этой даме: он послал к умирающей Симонетте Маэстро Стефано, одного из лучших врачей того времени, и велел держать себя в курсе течения болезни.
Лоренцо Великолепный так описывает чувства, охватившие его после смерти прекрасной Симонетты, о которой он узнал, находясь в Пизе. Лоренцо пишет, что прочитав письмо, он вышел в сад: «Была ночь, и мы с моим дражайшим другом шли вдвоем, беседуя о поразившем нас несчастье. Погода была ясная, и мы, беседуя, увидели на западе сверкающую звезду, столь яркую, что она своим сиянием затмила не только другие звезды, но и прочие светила, померкшие в её свете. Любуясь той звездой, я обернулся к другу своему и сказал: Не удивимся мы, если душа этой дивной дамы превратилась в новую звезду или же, вознесясь, соединилась с ней».
Также он рассказывает о её похоронах: «С непокрытым лицом несли её из дома до склепа, и много слез она заставила пролить тех, кто видел её… Она внушала сострадание, но также и восхищение, ибо в смерти превосходила ту красоту, которую при жизни её считали непревзойденной. В её облике явилась истина слов Петрарки: Прекрасна смерть на лике сем прекрасном». Она похоронена в семейной капелле Веспуччи в церкви Оньиссанти (chiesa di Ognissanti — Всех святых) во Флоренции (построена членом рода Веспуччи в 1383 году). (Джулиано погиб ровно через два года после её смерти, тоже 26 апреля, в результате заговора Пацци). Спустя тридцать четыре года в этой же капелле похоронили живописца Сандро Боттичелли.
Марко Веспуччи после смерти Симонетты женился второй раз. Своего сына он назвал Джулиано. По мнению некоторых исследователей, это говорит о том, что он знал о связи жены с Джулиано Медичи и не испытывал к нему неприязни. Но также существует версия, что наоборот, Веспуччи были очень оскорблены связью представительницы их рода с Медичи, и будто бы именно поэтому они были вовлечены в заговор Пацци, в котором был убит Джулиано.

## В искусстве

### Изобразительное искусство
Во Флоренции Симонетта была открыта для живописи Ботичелли и другими известными художниками. Считается, что с момента их встречи моделью всех Мадонн и Венер кисти Боттичелли была Симонетта. (Боттичелли имел давние взаимоотношения с родом Веспуччи: жил с ними в одном квартале, в 1461—1462 гг. именно по совету Джорджио Антонио Веспуччи он был послан в мастерскую Филиппо Липпи, расписывал дворец Веспуччи, а в 1469 году он был представлен им же влиятельному политику и государственному деятелю Томмазо Содерини, который познакомит его со своими племянниками Медичи).
Изображения Симонетты, дошедшие благодаря кисти её современника Боттичелли, являются наиболее известными: её образ поразил художника, и хотя, как считается, она ни разу не позировала ему для мифологических или религиозных полотен, он повторял её лицо, ставшее воплощением идеала флорентийской красоты, из картины в картину — вероятно, по памяти, и во многих случаях уже после её смерти. В. Липатов пишет: «Боттичелли был глубоко несчастлив и счастлив одновременно. Был он, что называется, не от мира сего. Мечтательно пуглив, алогичен в поступках и фантастичен в суждениях. Верил в озарения и не заботился о богатстве. Не построил своего дома, не свил семьи. Но он был очень счастлив тем, что умел запечатлевать в своих картинах проявления Красоты. Он превращал жизнь в искусство, и искусство становилось для него подлинной жизнью». «Портреты женщин редко встречаются у Сандро Боттичелли, но он воспел и прославил Симонетту Веспуччи — женщину, знаменитую своей красотой и любовью. Она была возлюбленной другого человека — Джулиано Медичи. Она — сама Красота, царица всемогущего искусства. И оттого с такой болезненной страстью греет Боттичелли руки у чужого костра. И оттого говорит о Симонетте Веспуччи то, что никогда еще не было сказано ни об одной женщине».
Боттичелли завещал, чтобы его похоронили рядом с Симонеттой в церкви Оньиссанти, что и было исполнено через 34 года после её смерти. Одна из стен этой капеллы также украшена его фреской, изображающей св. Августина, рядом с семейным портретом Веспуччи, написанным Гирландайо. Традиция считать, что идеальной женщиной, вдохновлявшей Боттичелли, в Новейшее время идет, по-видимому, с сочинения Джона Рёскина Ariadne Florentina (1873), она активно использовалась в литературе XIX века; но, как утверждают, собственно легенда о связи Симонетты с полотнами Боттичелли возникла в XV веке и известна благодаря Вазари.
Поэт Михаил Кузмин о Симонетте:

«Пробежавшая всю молодость и свою всю жизнь в семь лет (16-23) девушка, почти видение, символ, не человек, которую Боттичелли так везде и рисовал в виде Венер, Мадонн, весен, возлюбленная Лоренцо, воспетая Полициано, восторженная, радостно-удивленная, открытая для всего и всех, легкий, убегающий профиль. Всем несет радость и прелесть жизни, и сама первая это восторженно воспринимающая. И Боттичелли, который видит то, чего никто, ни она сама не видит, её обреченность. Всеобщее моментальное обожание, причем всякому кажется, что все её внимание обращено на него одного, так полна, прямодушна и легка её прелесть. На вечные века символ скоропроходящей молодости.

#### Проблемы идентификации портретов
Ни одного безусловно точного портрета Симонетты, написанного с натуры и точно атрибутированного, не сохранилось (Вазари свидетельствует, что один профиль с неё был все-таки написан, но идентифицировать его невозможно). До сих пор не утихают споры о том, она ли изображена на всех тех картинах, которые принято связывать с её именем. Кроме того, практически безусловно, что если эти изображения все-таки написаны с Симонетты, то они являются её посмертными портретами, написанными по памяти, с несомненной идеализацией рано скончавшейся красавицы — таков единственный портрет, подписанный её именем (SIMONETTA IANVENSIS VESPUCCIA — Симонетта «Генуэзка» Веспуччи), созданный Пьеро ди Козимо в 1490 году, через полтора десятилетия после её смерти. (Эту картину Вазари описывает как портрет Клеопатры, не упоминая о надписи внизу с именем модели, возможно, в его время её еще не нанесли).
Выдающийся исследователь итальянского искусства Гращенков вообще отвергает мысль о том, что её реалистичные портреты сохранились: «литераторы и историки искусства недавнего прошлого почти в каждом женском профиле позднего кватроченто, который стилистически тяготел к Боттичелли (а иногда и вовсе не тяготел), желали видеть образ Симонетты Веспуччи, созданный почти целиком псевдоромантическим воображением авторов XIX века. Помимо упомянутых женских профильных портретов круга Боттичелли образ Симонетты опознавался, например, в картине из бывшего собрания Кук в Ричмонде (Англия), где молодая женщина, изображенная на фоне пейзажа, выдавливает из соска тонкую струйку молока. Но совершенно очевидно, что в этой работе какого-то подражателя Боттичелли мы имеем дело даже не с воображаемым портретом, а с аллегорией Плодородия. Точно также изображением Симонетты традиционно считалась картина Пьеро ди Козимо (Шантийи, музей Конде), написанная им в раннюю пору, около 1485—1490 годов. Картина долгое время находилась во владении семьи Веспуччи, и этот факт объясняет надпись, сделанную у нижней кромки и так смущавшую всех ранних авторов, — „SIMONETTA IANVENSIS VESPUCCIA“. Однако никого не смутило то, что изображенная на фоне пейзажа с грозовыми облаками изящная девичья полуфигура наделена фантастически причудливой прической, перевитой нитями с жемчужиной, и представлена с открытой грудью, подобно какой-нибудь античной нимфе. С её стройной шеи свисает золотая цепочка, которую обвивает змейка, готовая ужалить свой собственный хвост. Это давало повод называть этот загадочный образ Клеопатрой. Отмечалось также (сообщение И. Борсук), что змея, жалящая свой хвост, — эмблема Лоренцо ди Пьерфранческо Медичи, для которого Боттичелли написал „Весну“ и „Рождение Венеры“. Отсюда следовало предположение, что и картина Пьеро ди Козимо была написана по его заказу. Но как бы ни толковать сюжет этой картины, ясно только одно, что это — не портрет, а идеальный образ all’antica, навеянный классической мифологией. Зная нравы того времени, невозможно допустить, чтобы какая-нибудь именитая девушка или замужняя женщина была бы представлена на портрете с открытой грудью. Такая обнаженность — явное указание на имперсональность образа и его языческие реминисценции».

#### Список отождествляемых произведений
1. Сандро Боттичелли:
  1. Весна, между 1477—1478 годами
  2. Рождение Венеры, Уффици. Ботичелли закончил «Рождение Венеры» в 1485 году, через 9 лет после её смерти.
  3. Мадонны, в частности:
    1. Мадонна с гранатом, Уффици
    2. Мадонна Маньификат, Уффици

  4. Всего, как считается, Боттичелли написал 4 профильных изображения, которые могут быть изображениями Симонетты:
    1. Портрет молодой женщины, (ок. 1480—1485), Штеделевский художественный институт, Франкфурт-на-Майне. Предполагается, что это Симонетта по сходству модели с «Клеопатрой» Пьеро де Козимо. Тем не менее, авторство Боттичелли не доказано, некоторые предполагают, что картина написана Якопо дель Селлайо
    2. «Портрет молодой женщины», (ок. 1476—1480) Берлинская картинная галерея. В модели некоторые предполагают также мать или жену Лоренцо Великолепного (Лукрецию Торнабуони или Клариче Орсини), поэтому картина фигурирует в Галерее просто как «Портрет молодой женщины». Авторство Боттичелли не доказано. Портрет происходит из дворца Медичи и имеет наибольшие основания считаться картиной, описанной Вазари.
    3. «Портрет молодой женщины», (ок. 1480—1485). Токио, коллекция Марубени. Атрибуция по всем пунктам аналогично оспаривается.
    4. «Портрет молодой женщины» (ок. 1475), Галерея Палатина (Палаццо Питти), Флоренция. Помимо Симонетты, в модели этого портрета также записывают Клариче Орсини или другую любовницу Джулиано — Фьоретту Горини. Атрибуция этого полотна кисти Боттичелли также оспаривается.

  5. Венера и Марс , 1483. Согласно одной из версий — парное изображение Джулиано и Симонетты[15], хотя это предположение отвергается рядом искусствоведов, так как картина из семейного собрания Веспуччи, и в углу изображен герб этого рода — и Джулиано, любовника, там быть не может. Согласно другому предположению, это портрет Марко Веспуччи
  6. А также Афина в «Палладе и кентавре», Правда в «Клевете», дантова Беатриче в цикле рисунков Боттичелли к «Божественной комедии» и т. д.
2. Пьеро ди Козимо:
  1. Портрет Симонетты Веспуччи «в образе Клеопатры», 1490 (ок. 1500; до 1520), Шантийи, музей Конде. Посмертный портрет Симонетты спустя полтора десятилетия после её смерти. Её имя написано внизу портрета.
  2. Смерть Прокриды, конец XV века, Лондон, Национальная галерея
3. Гирландайо:
  1. фреска с изображением Мадонны делла Мизерикордия (1472), защищающей семью Веспуччи в капелле Веспуччи в церкви Оньисанти. Считается, что Симонетта — это единственная женщина, изображённая в группе с непокрытой головой. Америго изображен на фреске в возрасте 18-ти лет. Это — наиболее достоверное её изображение.
4. Верроккьо (?)
  1. Женский портрет — скульптурный бюст, предположительное изображение Симонетты, Вашингтон, Национальная Галерея Искусств[16]. (Вероятно, это именно тот бюст Симонетты, который в XIX веке находился в sir Frederick Cook’s collection in Richmond, так как многие произведения из этой коллекции в настоящий момент в Вашингтоне).

- «Рождение Венеры», Ботичелли. Деталь.
- «Весна», Ботичелли. Деталь.
- «Весна», Ботичелли. Деталь.
- «Мадонна с гранатом», Боттичелли
- «Мадонна Маньификат», Боттичелли
- «Портрет молодой женщины» в мифологическом образе, Боттичелли (Якопо дель Селлайо?), Франкфурт
- «Портрет молодой женщины», Ботичелли (Вазари?), Берлин
- «Портрет молодой женщины», Ботичелли(?), Токио
- «Портрет молодой женщины», Ботичелли, Флоренция
- «Венера и Марс», Ботичелли
- «Портрет Симонетты Веспуччи», Пьеро ди Козимо
- «Смерть Прокриды», Пьеро ди Козимо
- «Мадонна делла Мизерикордия», Гирландайо
- «Клевета», Ботичелли. Деталь.
- Деталь фрески Сикстинской капеллы, Ботичелли.

### В поздней литературе и исторических романах
- Морис Хьюлитт, «Quattrocentisteria, How Sandro Botticelli Saw Simonetta in the Spring»
- Edwin Lefevres, «Simonetta»
- Charles Granger Blanden, «La Bella Simonetta and other poems»
- J. H. Graham, «La Bella Simonetta»
- Ричард Бёрнс, «Sandro and Simonetta»
- Галина Востокова «Симонетта». Исторический роман о жизни Симонетты Каттанеа-Веспуччи, о любви Симонетты и Джулиано Медичи. Издательство «Gitel Publisher House», Нью-Йорк, 2005.
- Мерседес де Акоста, пьеса «Сандро Боттичелли», где Симонетта фигурирует как главный женский персонаж. Героиня, пораженная художником, приходит к нему в мастерскую и позирует обнажённой. Но поняв, что Боттичелли заинтересован больше своим искусством, чем ею, она убегает, попадает под дождь и простужается, от чего умирает. Американская пьеса.
- Упоминается в историческом романе «Муки и радости» Ирвинга Стоуна[22]
- Упоминается в историческом романе «Флорентийка» Жюльетты Бенцони — в частности, описывается сцена турнира.
- Испанский поэт Антонио Колинас (Antonio Colinas), поэма «Симонетта Веспуччи», 1970—1974.
- Роман Claudio Angelini «Il mistero di Simonetta», 1998.

### В музыке
- Симонетта — возможный адресат знаменитой песни Fortuna desperata (Несчастная судьба), написанной во Флоренции в 70-х годах XV века.

### В кино
- Во втором сезоне итальянско-британского телесериала «Медичи» — «Великолепные Медичи» (2018) — роль Симонетты исполняет актриса Матильда Анна Ингрид Лутс.
- Симонетта Веспуччи (в виде персонажа Симонетты Вентури) и Марко Веспуччи (в виде мужа Симонетты Вентури) появляются в фильме "Фламандские секреты[фр.]" ("Тайны фламандцев") 1974 г.